# 스웨덴의 소유지

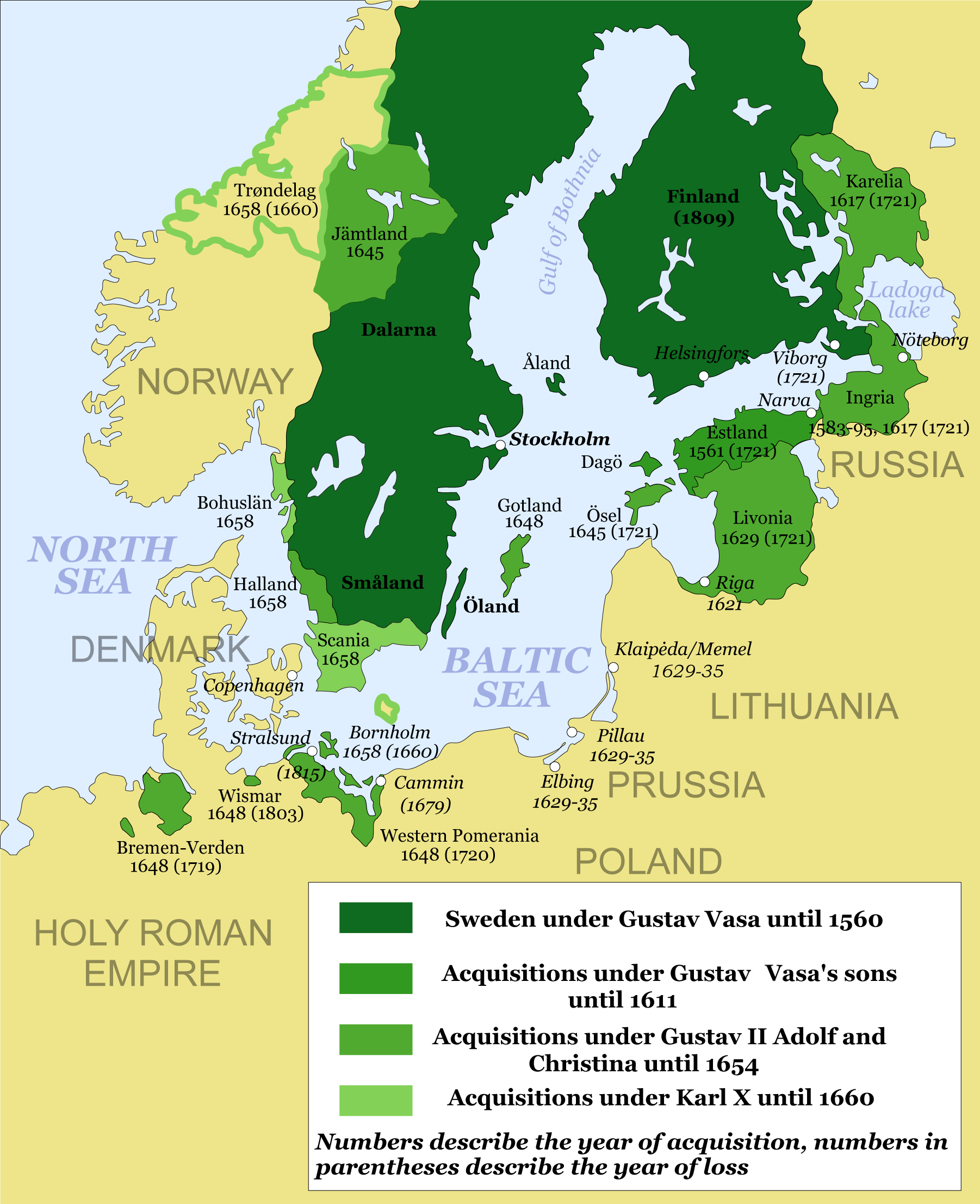
로스킬레 조약 이후 스웨덴 국왕령. 짙은 녹색만 내지(Land)이고 나머지는 외지(Possession)였다.

스웨덴의 소유지(스웨덴어: Svenska besittningar, 영어: Swedish possessions)란 스웨덴 국왕의 통제하에 있었으나 스웨덴이라는 국가에 통합되지는 않은 외지(外地)다. 핀란드는 소유지가 아니라 스웨덴의 일부인 내지(Land)로 취급되었다.
스웨덴 국왕이 파견하는 총독이 통치했지만 정복되기 전의 정치제도, 예컨대 자체 신분제의회 같은 것을 제한적으로 보존했다. 대신 소유지 주민들은 스웨덴 신분제의회에는 대표자를 보낼 수 없었다.
스웨덴 본토와 육로로 접해 있는 스칸디나비아 반도의 소유지들은 내지로 동화되었다.

## 발트 지역
스웨덴은 1561년에서 1629년 사이에 발트해 동안 지역을 정복했다. 하지만 대북방전쟁의 결과 1721년 뉘스타드 조약에서 모두 러시아에게 상실한다.
에스토니아 공국
오늘날의 에스토니아 북부. 에스토니아는 1561년 리보니아 기사단이 발트에 교두보를 잃으면서 러시아 및 폴란드로부터 보호를 받기 위해 스웨덴의 지배 밑으로 들어갔다. 에스토니아 스웨덴인이 많이 살았으며, 스웨덴이 에스토니아를 잃은 뒤에도 많이 남아 살았다.
1944년 소련이 에스토니아를 정복했을 때에야 거의 모든 에스토니아 스웨덴인들이 스웨덴으로 도망갔다.
켁스홀름 백국
켁스홀름은 라도가호 서북연안의 사람이 많이 살지 않는 지역으로, 핀란드어로는 캐키살미라고 한다. 1605년 스웨덴에 할양되었다. 할양되었을 당시 주민들은 대부분 핀란드어를 구사하는 정교회 신자였다. 17세기에 스웨덴 루터교는 정교회를 탄압했으며, 이웃한 핀란드의 사보로부터 루터교도 핀인들의 영향을 받아 루터교로 개종되었다.
현재는 핀란드의 북카리알라, 남카리알라와 러시아의 카렐리야 공화국으로 나뉘어 있다.
잉게르말란드
러시아어로 잉그리아, 핀란드어로는 잉케리라고 부르는 땅이다. 발트해와 라도가호 사이의 카리알라 지협 남쪽 지역에 해당한다. 잉그리아 전쟁으로 1617년 스웨덴이 러시아로부터 뜯어왔다. 1세기 뒤 표트르 1세가 다시 빼앗아가면서 여기에 상트페테르부르크를 건설했다(1703년). 1721년 뉘스타드 조약으로 공식적으로 스웨덴이 소유권을 포기했다.
리가
리가는 한자동맹에 가맹한 자유시였으며, 1620년대 말에 스웨덴 국왕의 지배에 들어갔다. 리가는 스톡홀름에 이어 스웨덴 제국 제2의 대도시였다.
리블란드
리보니아 지역. 오늘날의 에스토니아 남부와 라트비아 북부(비제메)에 걸쳤다. 1629년 폴란드-스웨덴 전쟁으로 폴란드-리투아니아로부터 인플란티 공국을 뜯어왔다. 1660년 올리바 조약으로 폴란드 국왕은 스웨덴 왕위와 리보니아에 대한 요구권을 포기했다.
외셀
오늘날의 에스토니아 사레마섬. 토르스텐손 전쟁의 결과 브룀세브로 조약(1645년)으로 덴마크로부터 옘틀란드, 헤리에달렌, 옐브달렌, 고틀란드, 할란드, 외셀을 뜯어왔다. 외셀은 다괴(히우마섬)와 함께 1721년 뉘스타드 조약으로 러시아에 넘어갔다.

## 스칸디나비아
1645년 브룀스브로 조약과 1658년 로스킬데 조약으로 비로소 스웨덴의 영토가 남쪽으로 팽창했다.  노르웨이로부터 블레킹에와 보후슬렌, 덴마크로부터 스코네와 할란드를 뜯어왔고,  스코네 전쟁에서 포메른을 잃으면서도 이 지역들은 지켜냈다. 평화조약에 따르면 이 지역들은 덴마크 시절의 법을 유지할 권리가 보장되었으며, 즉 초기에는 내지가 아닌 소유지였다. 이후 점차적으로 동화를 시켜서 1721에야 동화가 완료되었다.

## 유럽 대륙
독일어권에 가진 영토들을 통해 스웨덴 국왕은 신성로마제국의 공후로서 1648년부터 1806년 신성로마제국 해체 때까지 제국의회에 의석이 있었다.
브레멘-페르덴 공국
30년 전쟁 이후 1648년 베스트팔렌 조약에서 스웨덴은 브레멘과 페르덴 두 주교후국을 브레멘 공국과 페르덴 후국으로 전환하여 할양받았다. 브레멘, 페르덴, 그리고 빌데샤우젠 월경지는 모두 1719년 평화조약 때 하노버 선제후국에 할양되었다.
포어포메른 공국
1648년 베스트팔렌 조약 때 스웨덴은 독일의 발트해 연안의 포메른 지역을 할양받았다. 포메른 공국 전체가 슈테틴 조약 (1630년) 이래로 이미 스웨덴의 점령하에 있었고, 슈테틴 조약 (1653년)에서 스웨덴은 포메른 공국을 분할하기로 브란덴부르크 변경백국과 합의했다. 브란덴부르크가 동쪽인 힌터포메른을, 스웨덴이 서쪽인 포어포메른을 갖ㅈ기로 했다.
1720년 대북방전쟁의 패전으로 공국의 수도 슈테틴을 포함한 남부 지역과 우제돔섬과 볼린섬을 프로이센 왕국에게 할양했다. 공국 수도는 그리프슈발트로 옮겼다.
제6차 대프랑스 동맹 이후 맺어진 킬 조약(1814년)에서 스웨덴은 스트랄준트와 뤼겐섬을 덴마크에 할양하는 대신 노르웨이 왕위를 스웨덴 왕이 받기로 했다. 하지만 포어포메른의 주권은 덴마크가 아닌 프로이센이 삼켰고, 프로이센은 두 포메른을 합쳐서 포메른도를 만들었다.  노르웨이는 독립을 선언했으나 진압되고 스웨덴-노르웨이 동군연합이 수립되었다.
비스마어
한자동맹 자유시였던 비스마어는 베스트팔렌 조약에서 스웨덴으로 넘어갔고 스웨덴 왕이 비스마어 공작이 되었다. 1803년 비스마어는 스웨덴이 진 빚을 탕감하기 위해 메클렌부르크에 넘겨졌다. 이 빚은 1903년 디폴트되었지만 스웨덴은 이 독일 땅의 월경지를 되찾을 권리를 포기했다.

## 같이 보기
- 스웨덴의 지방

## 참고 자료
- Huntley Hayes, Carlton Joseph (1953). 《Modern Europe to 1870》. 233 SWEDISH DOMINIONS IN THE SEVENTEENTH CENTURY쪽.
- Roberts, Michael (1984). 《The Swedish Imperial Experience 1560-1718》. Cambridge University Press. 10 Swedish dominions쪽. ISBN 978-0-521-27889-8.
- Cooper (1979). 《The New Cambridge Modern History》. CUP Archive. 408 Swedish dominions쪽. ISBN 978-0-521-29713-4.